# 切羽
切羽（きりは）とは、トンネル工事や鉱山開発における掘削作業の最前線部分を指す。地山(自然の岩石や土壌)が露出した領域であり、作業の安全性や工事の進捗に影響を与える重要な箇所である。

## 定義と概要
「切端」や「鏡（かがみ）」とも呼ばれる。掘削面は通常ほぼ鉛直に近い形状をしており、掘削作業の進行方向を反映する。また、鉱山や炭坑の採掘現場でも坑道の先端や掘削面を切羽と呼ぶ。NATM（新オーストリアトンネル工法）やシールド工法でも特に重要な役割を果たし、シールド機の先端部や掘削箇所も切羽と呼ばれ、切羽の安定性は工事全体の成功に大きく影響する。切羽の通気管理が掘進作業の効率化に寄与するという報告もある。

## 役割と管理

### 地山の観察と評価
切羽は地山の状態を直接観察し評価する場でもあり。目視による観察を通じて、地山の状況を点数化し適切な支保パターン(支持構造)を決定する。切羽は地山が露出しており不安定な状態であるため落盤や肌落ちと呼ばれる岩石の崩落による事故が発生しやすいリスクの高い箇所である。そのため、この評価はトンネルの安定性や安全性を確保するために不可欠である。切羽の地質評価におけるデータ収集や分析は掘削作業の最適化にも役立つとされている。切羽前方探査における掘削発破の振動を利用した技術開発も進められており、地山の予測精度向上が期待されている。

### 安定性の確保
トンネル建設工事における落盤・土砂崩壊災害は、掘削作業の最先端部分である切羽で多く発生することが知られている。調査によると、坑口から0.5km未満、土被りが100m未満の区間に集中しており、掘削が進行する初期から中期(掘削進捗25%以上50%未満)の段階で事故が多く発生する傾向がある。また、発破掘削を用いた工法や、地山等級が自立困難となるC・D等級の箇所で発生頻度が高いことが報告されている。山岳トンネルでは「肌落ち」(岩片や土砂の落下)防止対策がガイドラインに基づいて実施されるが、肌落ち防止にも適切な通気やガス・粉塵管理が重要であるとされている。また、切羽安定対策として有効である「核残し」と呼ばれる掘削断面の中央部を残す技術も切羽の安定性を高めるために用いられる。
切羽の安定性の確保は災害防止の観点からも極めて重要であり、国内のみならず海外でも様々な研究が進められている。今後は掘削管理やモニタリング技術の高度化を通じて、より安全なトンネル施工の実現が期待されている。